# Betahistin
Betahistin ist ein Arzneistoff, der in der Behandlung von Schwindelzuständen, insbesondere von Morbus Menière und Hydrops cochleae eingesetzt wird, obwohl ein Wirkungsnachweis bei diesen Krankheiten durch eine kontrollierte Studie bislang nicht erbracht werden konnte. Er wirkt als H3-Antihistaminikum, das gleichzeitig als Agonist am H1-Rezeptor wirksam ist.

## Klinische Angaben

### Anwendungsgebiete (Indikationen)
Betahistin wird bei Störungen des Vestibularapparates wie den Symptomen der Menière’schen Krankheit angewendet, dazu zählen u. a. Schwindel, Ohrgeräusche, Kopfschmerzen, Übelkeit, Erbrechen und Höreinschränkungen.

### Dosierung, Art und Dauer der Anwendung
Dreimal täglich 8 mg bis dreimal täglich 16 mg über einen Zeitraum von mindestens drei Monaten. In der Praxis ist eine Dosierung von dreimal täglich 6–12 mg üblich. Diese Angaben beziehen sich auf das gebräuchliche Salz des Wirkstoffs Betahistindimesilat. Um Magenunverträglichkeiten zu vermeiden, empfiehlt sich die Einnahme nach dem Essen.

### Gegenanzeigen (Kontraindikationen)
Phäochromozytom, Magen- und Darmgeschwüre, Asthma bronchiale, Überempfindlichkeit gegen Betahistin, Schwangerschaft.

### Wechselwirkungen mit anderen Medikamenten
Antihistaminika verringern die Wirksamkeit von Betahistin.

### Anwendung während Schwangerschaft und Stillzeit
Die Einnahme von Betahistin ist während der Schwangerschaft und Stillzeit kontraindiziert.

### Unerwünschte Wirkungen (Nebenwirkungen)
Häufigkeit nicht bekannt:
- Flüchtiger Hautausschlag mit Hautrötung und Quaddelbildung
- Kopfschmerzen, Benommenheit
- Herzklopfen
- Magen-Darm-Unverträglichkeiten
- Hitzegefühl
- Gewichtszunahme

## Pharmakologische Eigenschaften

### Wirkungsmechanismus (Pharmakodynamik)
Betahistin greift unter anderem an den Histamin H1-Rezeptoren des Innenohrs an und wirkt dort gefäßerweiternd. Zudem wird die Erregung von Nervenzellen der Gleichgewichtskerne gehemmt, was zusammen mit der verbesserten Durchblutung als positiver Effekt auf oben genannte Symptome behauptet wurde.

### Bioverfügbarkeit und Metabolismus
Die Resorption von Betahistin erfolgt rasch und vollständig. Betahistin ist nicht im Blut nachweisbar, jedoch sein inaktiver Metabolit 2-Pyridylessigsäure. Dessen maximale Plasmaspiegel werden nach ca. einer halben Stunde erreicht, nach 24 Stunden ist die Substanz vollständig über den Urin ausgeschieden.

### Toxikologie
Folgende Angaben zum LD50-Wert (akute Toxizität) sind bekannt:

Betahistindimesilat
- Ratte: 3030 mg/kg KG oral, 604 mg/kg KG i.v.[2]

Betahistindihydrochlorid
- Ratte: 3000 mg/kg KG oral, 505 mg/kg KG i.v.
- Hund: 129 mg/kg KG i.v.

## Keine nachweisliche Wirkung bei Krankheiten des Innenohrs

### Menière’sche Krankheit
2001 veröffentlichte die Cochrane Collaboration, eine internationale Organisation zur Untersuchung von medizinischen Therapien, eine Systematische Übersichtsarbeit (Metastudie) zur Wirkung von Betahistin bei Menière’scher Krankheit. Für den Zeitraum 1962–1999 gab es zu dieser Frage nur sechs randomisierte kontrollierte Studien mit insgesamt 162 Patienten. Die Analyse dieser Arbeiten ergab, dass es keine hinreichenden Daten gab, um beurteilen zu können, ob Betahistin überhaupt einen Effekt auf die Menière-Krankheit hat.  2016 wurde in der bisher größten placebokontrollierten Doppelblindstudie an 221 nachgewiesen, dass weder die bisherige Höchstdosis von 48 mg/d noch 144 mg/d der Gabe von Placebo überlegen ist, womit die Unwirksamkeit zumindest bis zum Dreifachen der bisher zugelassenen Höchstdosis erwiesen ist.

### Hydrops Cochleae
Im Falle von Hydrops Cochleae (auch Endolymphatischer Hydrops), als vorhergehendem und begleitendem Symptom der Menière’schen Krankheit, ist die Lage ähnlich. Nachdem in den letzten Jahren durch Magnetresonanztomographie (MRT) auch beim Menschen die Ausdehnung der mit Endolymphe gefüllten Gefäße im Innenohr quantitativ messbar wurde, zeigte eine Studie mit sechs Patienten bei keinem einen Effekt von Betahistin und eine Fallstudie einer Patientin über zwei Jahre zwar ein Ende der Schwindelanfälle, jedoch eine Verschlechterung von Hydrops und Hörvermögen auf beiden Ohren.

## Handelsnamen
Aequamen (D), Betaserc (A, CH), Betavert (D), Vasomotal (D), zahlreiche Generika